# Kúta
Kúta, Qútú, Kutha, vagy Cutha (sumer nyelven Gudua), mai nevén Tell Ibrahim, egy ősi város volt Irakban, Bábil Kormányzóságban, a Felső-Eufrátesz keleti ágának jobb partján, Babilonban Nippurtól északkeletre.

## Története
Kúta ókori város volt Babiloniában, a gutiak (qutúk) törzsének fővárosa. Alapítása az akkád kor második felére tehető és jelentős szerepet játszott az akkád dinasztia megdöntésében. Ettől kezdve egy évszázadon át Kúta uralkodói vették át a hegemóni szerepkört a Folyamközben, a város nevéről nevezték az országot gu5-ti-imki, és a népet guti néven. Az ország saját neve valószínűleg Kardu vagy Kurdu volt. Kúta történelme kevéssé ismert, mert a sumerek a qutú hegemóniát felszámolva (az uruki Utu-héngál) szinte mindent elpusztítottak, ami rájuk emlékeztetett. Kúta a gutiak főistenének, Nergalnak legfőbb kultuszhelye.
Kúta legközelebbi említése Hammurapi 32. uralkodási évéből származik, amikor Esnunna, Subartu és Gutium (Kúta) Babilon-ellenes koalíciójáról tudósítanak az évkönyvek.
A várost a Bibliából ismert: a Királyok Könyve írta le, mely szerint Izrael törzseinek egyik fő élelmezési pontja volt. Lakóit II. Sarrukín (i. e. 721-705) asszír király a palesztinai Szamarrába hurcolta.
Az iszlám hagyomány szerint ebben a városban vettették tűzre Ábrahámot. E legenda magyarázza meg a hely mai nevét: Tell Ibrahim.
A Kutha-csatorna két partján fekvő középkori várost több arab utazó is leírta, s nagyobbnak tartották Babilonnál is.
Kúta városában Nergalnak, az alvilág királyának kultusza élt, és itt e helyi istenségnek, némely hagyomány szerint kakas alakú Negralnak temploma is volt. A templomot, melynek története szorosan összefügg Kúta történetével Rassam tárta fel.
A város gyakran volt az Emoreusok ostroma alatt.
Fontos kereskedelmi központ volt, ahol a kereskedelem mellett a csempészet is virágzott. Egyik fő kereskedelmi cikk volt itt az obszidián, lapis lazuli, carnelian és egyéb nemesfémek és kövek, melyeket aztán Umma, Uruk, és más városokba küldtek el feldolgozásra.